# Парма (футбольный клуб)
«Па́рма» (итал. Parma, официально «Па́рма Кальчо 1913» (итал. Parma Calcio 1913)) — итальянский профессиональный футбольный клуб из одноимённого города, в одноимённой провинции в регионе Эмилия-Романья. Клуб был основан 27 июля 1913 года под названием Футбольный клуб «Верди» (итал. Verdi Foot Ball Club). С 1923 года домашние матчи «Парма» проводит на стадионе «Эннио Тардини» вместимостью 22 352 зрителей. После прошедшей 22 июня 2015 процедуры банкротства клуб переведён в Серию D. 18 мая 2018 года «Парма» после банкротства и трёх лет пребывания в низших дивизионах страны, вернулась в Серию A, став первым в истории итальянского футбола клубом, кому удалось пройти из Серии D в Серию A ровно за три сезона.
Хотя «Парма» никогда не выигрывала золотые медали чемпионата Италии, на счету клуба три Кубка Италии, один Суперкубок Италии, два Кубка УЕФА, один Кубок обладателей кубков УЕФА и один Суперкубок УЕФА. Все эти титулы были завоёваны во времена, когда клуб спонсировался Калисто Танци, основателем компании Parmalat, в период с 1992 по 2002 годы. В этот же период «Парма» заняла второе место в Серии A в сезоне 1996/97, что остаётся наивысшим результатом в истории клуба. «Парма» является одним из самых успешных итальянских клубов по количеству трофеев, завоёванных под эгидой УЕФА, уступая лишь «Милану», «Ювентусу» и «Интернационале».

## История

### Ранние годы (1913—1968)
Футбольный клуб «Верди» был создан 27 июля 1913 года. Такое название было взято в честь 100-летия великого итальянского композитора Джузеппе Верди. 16 декабря того же года было принято решение переименовать клуб в Футбольный клуб «Парма» (итал. Parma Foot Ball Club) и взять белые футболки с чёрными крестами в качестве своей формы. В сезоне 1919/20 команда впервые приняла участие в чемпионате, тогда же началось строительство стадиона «Эннио Тардини», которое закончилось в 1923 году.

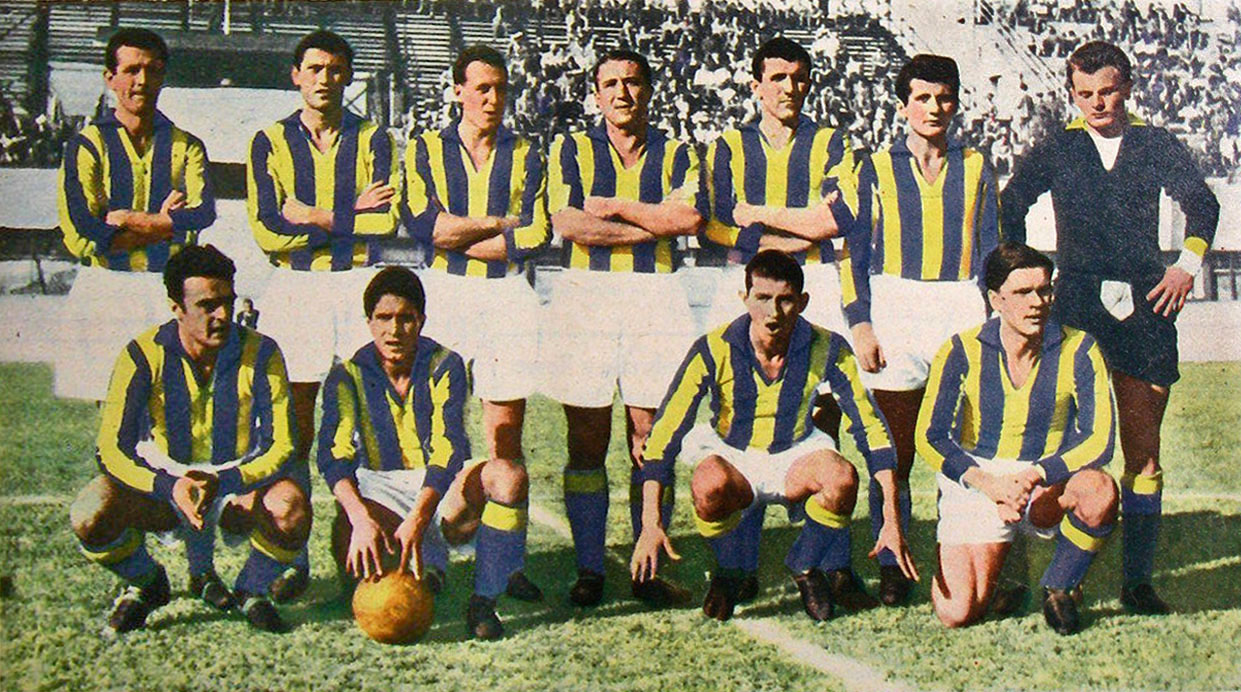
«Парма» 1956

."Парма" стала одной из команд-основателей Серии B, после победы в первом дивизионе в сезоне 1928/29. Свой первый матч в Серии B команда провела 6 октября 1929 года выиграв у «Бьеллезе» со счётом 2:0. В следующем году клуб был переименован в Спортивное общество «Парма» (итал. Parma Associazione Sportiva). Однако, в Серии B пармезанцы задержались ненадолго и уже по окончании сезона 1931/32 вылетели в первый дивизион. В 1935 году «Парма» попала в число команд-основателей Серии C. В сезоне 1942/43 «Парма», забив 82 гола, выиграла в своей группе 17 матчей из 19-и, получив право выступать в финальной группе. Команда заняла 2-е место и должна была получить право выступать в серии B, однако была дисквалифицирована после того как был доказан факт подкупа игроков клуба «Лекко». Из-за Второй мировой войны в следующие 2 года чемпионат Италии не проводился.
После окончания войны «Парма» провела 3 сезона в серии B, пока в сезоне 1948/49 вновь не вылетела в серию C, проиграв матч в Милане за право остаться в серии B «Специи» со счётом 1:4. Следующие 5 сезонов команда провела в третьем по счёту дивизионе. По окончании сезона 1952/53 в «Самбенедеттезе» ушёл нападающий клуба Уильям Брондзони, который с 78-ю голами до сих пор остаётся лучшим бомбардиром клуба в истории. В следующем сезоне команда заняла 1-е место с результатом в 17 побед, 9 ничьих и 8 поражений. Лучшим бомбардиром команды стал чехословацкий вингер Юлиус Коростелев забивший 15 из 45-и общих голов, выступавший вместе со своим соотечественником Честмиром Выцпалеком. Следующие 11 лет команда провела в серии B. Наивысшим достижением за это время стало 9-е место в сезоне 1954/55. В сезоне 1956/57 нападающий Паоло Эрба стал лучшим бомбардиром чемпионата с 16-ю забитыми голами. В 1961 году «жёлто-синие» дебютировали в европейских турнирах, обыграв в двух матчах Кубка Альп швейцарский клуб «Беллинцона». Спустя год завершил карьеру Иво Коккони, сыгравший рекордные 308 матчей за клуб. В сезоне 1964/65 команда, набрав всего 23 очка, заняла последнее место и вновь покинула серию B. В следующем сезоне команда вновь выступила неудачно и впервые в своей истории вылетела в Серию D.

### Перерождение (1968—1989)
Судом Пармы было решено ликвидировать футбольный клуб в 1968 году, что привело к смене названия обратно в Футбольный клуб «Парма» (итал. Parma Football Club). В следующем году другая местная команда «Пармензе» добилась права участвовать в серии D. 1 января 1970 года «Пармензе» официально получила спортивную лицензию ликвидированного клуба, созданного в 1913 году. Это позволило им использовать майки с крестом, эмблему и название клуба. Клуб сразу же завоевал путёвку в серию C. А уже в сезоне 1972/73 «Парма» под руководством Джорджо Серени, выиграв дополнительный матч у «Удинезе», вернулась в серию B. В период с 1969 по 1971 год за команду выступал Бруно Мора, который сыграл 21 матч за сборную Италии и был в её составе на чемпионате мира 1962 года, а также выиграл 2 Серии A и Кубок европейских чемпионов, став таким образом первым игроком национальной сборной выступавшим за «Парму». В своём первом, после возвращения, сезоне в серии B команда заняла рекордное 5-е место. Но уже в следующем сезоне все мечты клуба о выходе в элитный дивизион были разрушены и команда заняв последнее место снова вернулась в Серию C. 

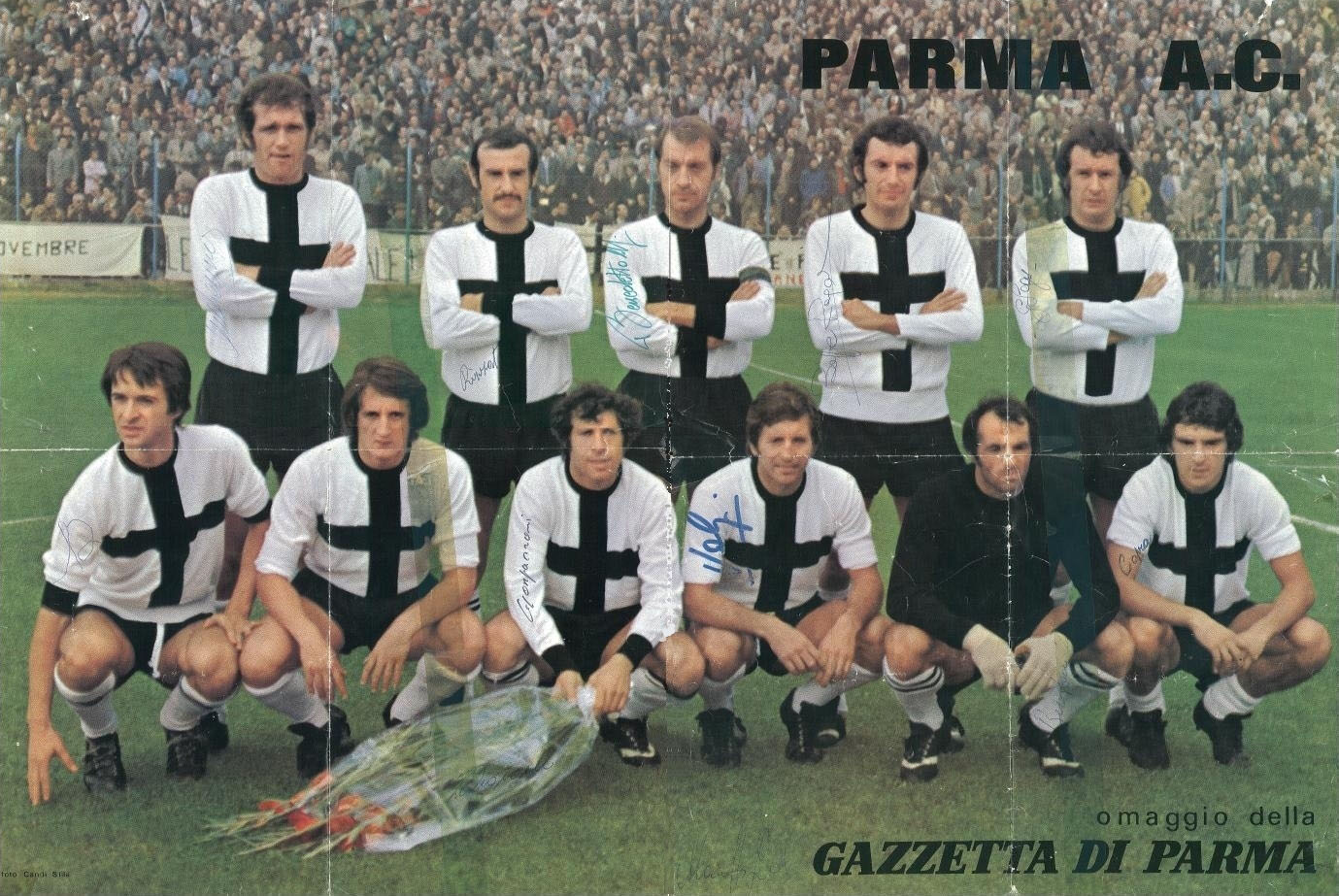
Команда в 1974 году

.В сезоне 1978/79 команда, руководимая Чезаре Мальдини, вновь добилась повышения выиграв матч плей-офф у «Триестины» в дополнительное время благодаря двум голам молодого Карло Анчелотти, которого этим же летом продали в «Рому». Но в следующем сезоне команда заняла предпоследнее место и вновь опустилась в третий по счёту итальянский дивизион.
В сезоне 1982/83 в команду пришёл Массимо Барбути, прозванный болельщиками клуба «Идолом севера» (итал. l'idolo della Nord). За 3 сезона в команде Массимо забил 37 голов в 97-и матчах. Уже в следующем сезоне «Парма» под руководством Марино Перани добилась очередного повышения в серию B. В том сезоне на счету Барбути оказалось 18 голов, но в решающем матче с клубом «Санремезе» единственный гол на свой счёт записал молодой защитник Стефано Пиоли, который после этого стал игроком «Ювентуса». Пребывание в Серии B вновь продлилось всего на 1 сезон и летом 1985 года «Парма» снова оказалась в серии C1. После этого Массимо Барбути перешёл в «Асколи», а у команды появился новый тренер Арриго Сакки.
В первый же сезон под руководством Сакки команда вернулась в Серию B, благодаря победе в последнем туре над «Санремезе» со счётом 2:0. Один из голов в матче забил 16-летний Алессандро Мелли, ставший впоследствии одним из лидеров команды и одним из лучших бомбардиров в истории клуба. Вернувшись в Серию B «Парма» показала уверенную игру и заняла 7-е место, всего на 3 очка отстав от клубов попавших в плей-офф за право на повышение. В 1/8 финала Кубка Италии «Парма» сенсационно выбила из розыгрыша «Милан». Из-за этой победы летом 1987 года президент «Милана» Сильвио Берлускони пригласил Арриго Сакки на пост главного тренера своей команды.
Новым главным тренером клуба стал чехословацкий специалист Зденек Земан, внедривший в игру команды атакующий футбол. В межсезонье в товарищеских играх «Парма» со счётом 2:1 обыграла такие команды как «Рома» и мадридский «Реал». В розыгрыше Кубка Италии была добыта победа над «Миланом» на «Сан-Сиро». Однако, в чемпионате команда после 7-и туров набрала всего 4 очка и 25 октября 1987 года Земан был уволен со своего поста. Его преемником стал Джампьеро Витали, который в течение двух сезонов приводил команду к местам в середине турнирной таблицы.

### Эра Невио Скалы (1989—1996)
В 1989 году новым главным тренером «Пармы» становится Невио Скала, недавно уволенный из «Реджины». 27 мая 1990 года обыграв на своём поле «Реджану» со счётом 2:0, благодаря голам Марко Осио и Алессандро Мелли, «Парма» добилась исторической победы, которая позволила им впервые в истории попасть в Серию A. После выхода в высший дивизион Калисто Танци, купив акции у сыновей покойного президента Эрнесто Черезини, стал обладателем 45 % акций клуба, президентом клуба стал Джорджо Педранески. Это позволило главному тренеру команды расширить состав команды, в которой уже играли Лоренцо Минотти (бывший капитаном команды), Луиджи Аполлони и Алессандро Мелли, купив таких игроков как Томас Бролин, Клаудио Таффарел и Жорж Грюн.
9 сентября 1990 года «Парма» сыграла свой первый матч в Серии A. На своём поле пармезанцы, в присутствии 18 333-х зрителей, уступили «Ювентусу» со счётом 1:2. Автором первого исторического гола в Серии A стал Алессандро Мелли. Первая победа в Серии A была достигнута спустя 2 недели. 23 сентября «Парма» обыграла на своём поле действующего чемпиона Италии «Наполи», с Диего Марадоной в составе, с минимальным счётом благодаря голу Марко Осио. Спустя месяц, 21 октября, во Флоренции была добыта первая гостевая победа в Серии A. «Фиорентина» была обыграна со счётом 3:2. 2 гола забил Алессандро Мелли, ещё один на счету шведа Томаса Бролина. В итоге первый сезон в Серии A сложился для клуба сверхудачно, заняв 6-е место команда получила право выступить в Кубке УЕФА.
Перед стартом следующего сезона в команду пришли Антонио Бенарриво и Альберто Ди Кьяра, ставшие основными защитниками клуба на много лет. 19 сентября 1991 года команда сыграла свой первый матч в Кубке УЕФА против софийского ЦСКА, который завершился нулевой ничьей. В ответном матче на «Эннио Тардини» итальянцы повели в счёте на 71-й минуте благодаря голу Массимо Агостини, но за минуту до конца основного времени болгарам удалось отыграться и свести матч вничью. Это не позволило «Парме» пройти дальше из-за гола забитого ЦСКА в гостях. В чемпионате команда разделила 6-ю строчку с «Сампдорией». Главный успех ждал команду в розыгрыше Кубка Италии. Обыграв по ходу турнира «Палермо», «Фиорентину», «Дженоа» и «Сампдорию», «Парма» дошла до финала, в котором её ожидала встреча с «Ювентусом». В первом матче на «Делле Альпи» «Ювентус» оказался сильнее, победив со счётом 1:0. В ответном матче у себя дома «Парма» сумела одержать победу благодаря голам Алессандро Мелли и Марко Осио, и таким образом выиграла свой первый трофей за 79-летнюю историю. Победа в Кубке Италии позволила пармезанцам на следующий год дебютировать в Кубке обладателей кубков УЕФА.
В летнее межсезонье состав «жёлто-синих» пополнил колумбийский нападающий Фаустино Асприлья, ставший впоследствии одним из лучших игроков в истории клуба. В Суперкубке Италии «Парма» уступила «Милану» со счётом 1:2. Но несмотря на это, сезон команда провела в целом успешно. В чемпионате были завоёваны бронзовые медали, но главного достижения клуб добился на европейской арене. В розыгрыше Кубка обладателей кубков УЕФА «Парма» уверенно дошла до финала, и в матче на «Уэмбли» обыграла бельгийский «Антверпен» со счётом 3:1.
Сезон 1993/94 клуб начал с покупок Роберто Сенсини и Джанфранко Дзолы, ставшего в своём первом сезоне лучшим бомбардиром команды. Зимой 1994 года клуб завоевал Суперкубок УЕФА, обыграв в двухматчевом противостоянии «Милан». В первом матче на своём стадионе пармезанцы проиграли со счётом 0:1. В ответном матче на «Сан-Сиро» Роберто Сенсини забил гол уже на 23-й минуте, после этого ни одна команда не смогла забить и матч перешёл в овертайм. На 95-й минуте Массимо Криппа сумел забить ещё 1 гол, который принёс победу его клубу. Благодаря победе в Кубке обладателей кубков «Парма» во второй раз подряд попала в этот турнир. И вновь команде удалось достигнуть финала, обыграв по ходу такие команды как «Аякс» и «Бенфика». Однако, повторить прошлогодний успех команде не удалось, в финале проходившем на стадионе «Паркен» в Копенгагене «Парма» уступила лондонскому «Арсеналу» с минимальным счётом. В чемпионате Италии пармезанцы завоевали 5-е место, позволившее на следующий год попасть в розыгрыш Кубка УЕФА.
Летом 1994 года команду пополнили финалист прошедшего чемпионата мира Дино Баджо и португальский защитник Фернанду Коуту. В чемпионате Италии команда вновь завоевала бронзовые медали, пропустив на 2-е место «Лацио» лишь благодаря лучшей разнице забитых и пропущенных мячей. На европейской арене «Парма» вновь выступила успешно и дошла до финала Кубка УЕФА, где их соперником стал другой итальянский клуб «Ювентус». В первом матче «жёлто-синие» у себя дома одержали победу с минимальным счётом благодаря голу Дино Баджо. В ответном матче пармезанцы вновь благодаря голу Дино Баджо добились ничьей со счётом 1:1 и к Кубку обладателей кубков двухлетней давности добавили Кубок УЕФА. Спустя месяц «Парме» предстояло ещё одно противостояние с «Ювентусом», на этот раз в финале Кубка Италии. И несмотря на успех в финале Кубка УЕФА в этот раз «Ювентус» оказался сильнее в обоих матчах и не позволил клубу добавить ещё один трофей в свою копилку.
В следующем сезоне «Парма» усилила свой состав такими игроками как Христо Стоичков, Филиппо Индзаги и Фабио Каннаваро, это привело к тому что по ходу сезона команду покинули Фаустино Асприлья и Томас Бролин перебравшиеся в английскую Премьер-лигу. Так же в основной состав стал попадать молодой вратарь Джанлуиджи Буффон. Несмотря на сильное усиление состава в сезоне 1995/96 «Парма» завершила сезон на 6-й строчке в чемпионате, из Кубка Италии выбыла ещё на ранней стадии, а в Кубке обладателей кубков была выбита на стадии четвертьфинала будущим победителем турнира французским «Пари Сен-Жермен». По окончании сезона, в руководстве клуба произошли серьёзные изменения. Новым президентом клуба вместо Джорджо Педранески стал сын Калисто Танци, Стефано, а новым главным тренером вместо Невио Скалы стал бывший игрок клуба Карло Анчелотти.

### Пик успехов, банкротство Parmalat и начало кризиса (1996—2007)
Перед следующим сезоном 1996/97 в составе клуба произошли кардинальные изменения — вместо не сумевших проявить себя Стоичкова (вернувшегося в «Барселону») и Индзаги (ушедшего в «Аталанту») в команду пришли новички — аргентинец Эрнан Креспо и итальянец Энрико Кьеза, которые составили новый атакующий дуэт пармезанцев на несколько лет вперёд и ставшие впоследствии легендами клуба. Дзола, с другой стороны, остался в стане пармезанцев до ноября, однако не сумев заручиться поддержкой тренера, также перебрался в «Челси». Также изменения коснулись и защиты, куда был куплен француз Лилиан Тюрам, а в полузащиту были приобретены бразилец Зе Мария, а по ходу сезона и хорват Марио Станич. С этим составом «Парма» в сезоне 1996/97, несмотря на ранний вылет из Кубка УЕФА и Кубка Италии, боролась за скудетто с «Ювентусом», которому в итоге проиграла, заняв второе место и уступив зебрам на 2 очка. Несмотря на проигрыш в борьбе за чемпионство, многие признали сезон удачным — за всю историю клуба «Парме» так и не удавалось превзойти или даже повторить подобный результат. Помимо этого, «Парме» впервые в истории удалось пробиться в Лигу Чемпионов (выход пармезанцев тогда совпал с началом расширения количества участников на турнире, куда стали принимать также и призёров чемпионатов).
Сезон 1997/98 получился не лучшим для крестоносцев — несмотря на то, что сформировавшийся костяк команды остался в клубе, в то же время клуб не смог усилиться полузащитником Роберто Баджо, которого очень хотел видеть Стефано Танци, но совершенно не желал видеть Анчелотти, в результате чего легендарный игрок перешёл к принципиальным соперникам пармезанцев в «Болонью». По итогам сезона, «Парма» заняла лишь шестое место в Серии A, пропустив вперёд набравшую равное количество очков «Фиорентину» лишь по разнице забитых и пропущенных мячей. В Лиге Чемпионов «Парма» пройдя в квалификации польский клуб «Видзев», оказалась в одной группе с тогдашним обладателем трофея «Дортмундской Боруссией», а также с «Галатасараем» и «Пражской Спартой». В этой группе «Парме» удалось занять второе место вслед за «Боруссией», однако из-за недостаточного количества набранных очков крестоносцам не удалось выйти из группы. В кубке Италии «Парма» дошла до полуфинала, где уступила «Милану» по правилу выездного гола (0:0; 2:2). Все эти результаты не смогли удовлетворить руководство клуба, и Анчелотти пришлось покинуть клуб по окончании сезона.
Перед сезоном 1998/99 перед «Пармой» вновь стояла задача вернуться в тройку сильнейших клубов Италии. Вместо Анчелотти был приглашён тренер «Фиорентины» Альберто Малезани. Изменения коснулись также и состава команды — ещё зимой 1998 года из «Ньюкасла» вернулся Асприлья, которому всё же не удалось вытеснить из основы Креспо и Кьезу и чаще играл в качестве запасного нападающего. Также из «Ромы» в стан крестоносцев перешёл капитан «джалоросси» Абель Бальбо, которому правда также не удалось стать основным форвардом в новой команде. Куда более продуктивными оказались приобретения в полузащиту — в стан «Пармы» из «Сампдории» перешли хавбеки Хуан Себастьян Верон и Ален Богоссян.

### Падение и возрождение клуба (с 2007)
С января 2007 года мажоритарным акционером клуба был Томмазо Джирарди, владелец фирмы, производящей механику, «La Leonessa SpA». Энрико Бонди ранее выставил клуб на продажу после финансового кризиса материнской компании «Parmalat» и продал его Джирарди меньше чем за € 3 млн. Клуб является обществом с ограниченной ответственностью, которое полностью принадлежит материнской компании «Eventi Sportivi SpA», Джирарди владеет примерно 70 % акций «Eventi Sportivi». 21 июля 2011 года Альберто Росси и Альберто Вольпи купили по 5 % акций «Eventi Sportivi» на общую сумму € 7,5 млн, чтобы сократить долю собственности Джирарди. Другими акционерами являются вице-президент Диего Пеноккио (лично владеет 5 % акций и ещё столько же имеет через «Ormis SpA.», другую компанию по производству механики), «Banca Monte Parma» (менее 5 %) и бывший игрок клуба Марко Феррари (5 %). Чтобы иметь большинство в совете директоров (от шести до пяти), Джирарди назначил ещё пять чиновников, в том числе Пьетро Леонарди. В первые пять лет президентства Джирарди (с января 2007 года по январь 2012 года) было подсчитано, что его инвестиции достигли € 30 млн, наряду с вкладом в € 13 млн в материнскую компании клуба. Клуб является одним из членов Ассоциации европейских клубов, которая была сформирована после роспуска G-14, меньшей международной группы самых элитных клубов Европы, в число которых «Парма» не входила.
Для улучшения своего финансового положения «Парма» надеется в конечном итоге выкупить стадион «Эннио Тардини» у соответствующего муниципального образования. В сентябре 2012 года «La Gazzetta dello Sport» сообщила, что клуб имел 14-й наиболее высокий годовой счёт по зарплатам в итальянском футболе, заплатив € 21,2 млн 25 игрокам. Хотя сообщённые цифры, как правило, занижены, так как они включают в себя только основные оклады первой команды клуба; клуб сообщил, что выплатил игрокам за предыдущий сезон € 38,1 млн (89 % от доходов, не связанных с трансферами; УЕФА рекомендует, чтобы этот показатель не превышал 70 %). Начиная с сезона 2010/11, впервые с сезона 1998/99 клубы Серии А имеют коллективные права на трансляции своих матчей, а не права на индивидуальной основе, в этом отношении чемпионат подражал самой успешной в мире лиге с коммерческой точки зрения — Премьер-Лиге. Права на прямую трансляцию матчей в Италии на 2011—2013 годы были проданы за € 1,748 млрд «Sky Italia» и RAI, а «MP & Silva» в свою очередь купил всемирные права за € 181,5 млн на 2010—2012 годы. Благодаря этому повысились доходы «Пармы» от телетрансляций. У клуба есть три офиса: один на стадионе «Эннио Тардини», один в спортивном центре «Коллеккьо» и ещё один в Шанхае.
В начале декабря 2014 года руководство «Пармы» сообщило о продаже команды российско-кипрскому консорциуму. По информации La Gazzetta dello Sport, сумма сделки составит около 50 миллионов евро, из которых 43 миллиона — долги клуба, а владельцем стал Сулейман Керимов. В феврале 2015 года новыми владельцами клуб был продан Джампьетро Маненти, который заплатил за «Парму» символическую сумму 1 евро. Однако уже 21 февраля 2015 года новый владелец «Пармы» закрыл свои счета в банке, прокуратура Италии начала процедуру банкротства «Пармы», поскольку долги клуба составляли минимум 96 млн евро. Несмотря на это руководством итальянской высшей лиги клубу выделены € 5 млн евро, чтобы доиграть сезон до конца. 22 июня 2015 года ФК «Парма» объявлен банкротом.
На следующий сезон «Парма» оказалась в Серии D. Сменился логотип и название клуба — «Парма Кальчо 1913». По ходу сезона команда доминировала над соперниками. «Парма» оказалась на первой строчке в таблице и в следующем сезоне будет выступать во Втором дивизионе Профессиональной лиги. Заняв второе место в группе B, Парма вышла в переходной турнир за право выступления в Серия B (Италия) в сезоне 2017/2018. Обыграв в финале переходного турнира клуб «Алессандрия» (2:0), Парма получила право в сезоне 2017/18 играть в Серии B, в котором клуб задержался всего на сезон, выйдя уже через год в Серию А, заняв второе место в Серии B. Успех «крестоносцев» стал уникальным — «Парма» стала первым в истории итальянского футбола клубом, которому удалось пройти путь от низшей лиги до высшей всего за три года. Капитан клуба Алессандро Лукарелли, проведший в клубе десять лет, не покинувший клуб после процедуры банкротства и прошедший вместе с командой путь от Серии D до Серии A сразу же объявил о завершении карьеры. В клубе было решено изъять 6-й номер, под которым выступал Алессандро, из обращения.
В сезоне 2019/20 «Парма» заняла 11-ю строчку в турнирной таблице. Деян Кулушевски, игравший за клуб на правах аренды, получил награду «Лучший молодой игрок Серии A».
Перед началом сезона 2020/21 главный тренер Роберто Д’Аверса был отстранён от должности, а его место занял Фабио Ливерани. В сентябре 2020 клуб приобрёл американский бизнесмен Кайл Краузе. Однако, он пробыл в должности до 7 января 2021 года, когда его заменил вернувшийся Д’Аверса. «Парма» завершила сезон на последнем месте, одержав всего 3 победы в 38 матчах и покинула Серию A.
В сезоне Серии B 2021/22 главным тренером назначен Энцо Мареска, но был уволен 23 ноября 2021 года. В тот же день его сменил Джузеппе Якини. Сезон для «Пармы» закончился на 12-й строчке. Аргентинский игрок клуба Франко Васкес отметился 14 забитыми голами и стал вторым бомбардиром лиги. В начале июня 2022 года клуб возглавил Фабио Пеккья.
По результатам сезона 2022/23 «Парма» и «Кальяри» набрали по 60 очков, но «Парма» расположилась выше в турнирной таблице, заняв 4-ю позицию благодаря победе в очной встрече, тем самым гарантировав себе участие в полуфинале плей-офф. В полуфинальных матчах «Парма» проиграла «Кальяри» в первом матче со счётом 3:2, а вторая игра завершилась ничейным «сухим» счётом. После завершения сезона об окончании карьеры объявил капитан и легенда клуба Джанлуиджи Буффон.

## Эмблема клуба

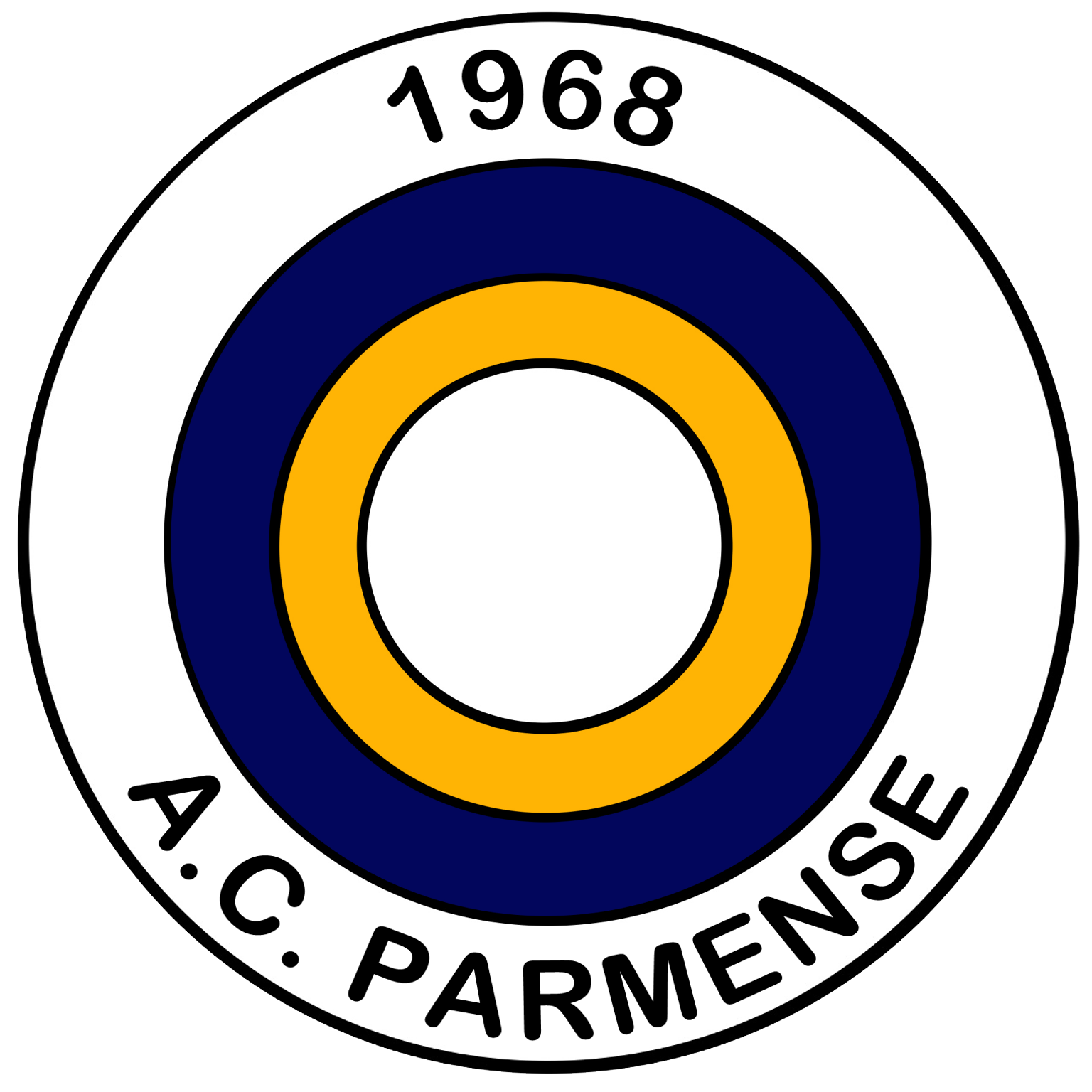
«Парменсе», 1968—1970
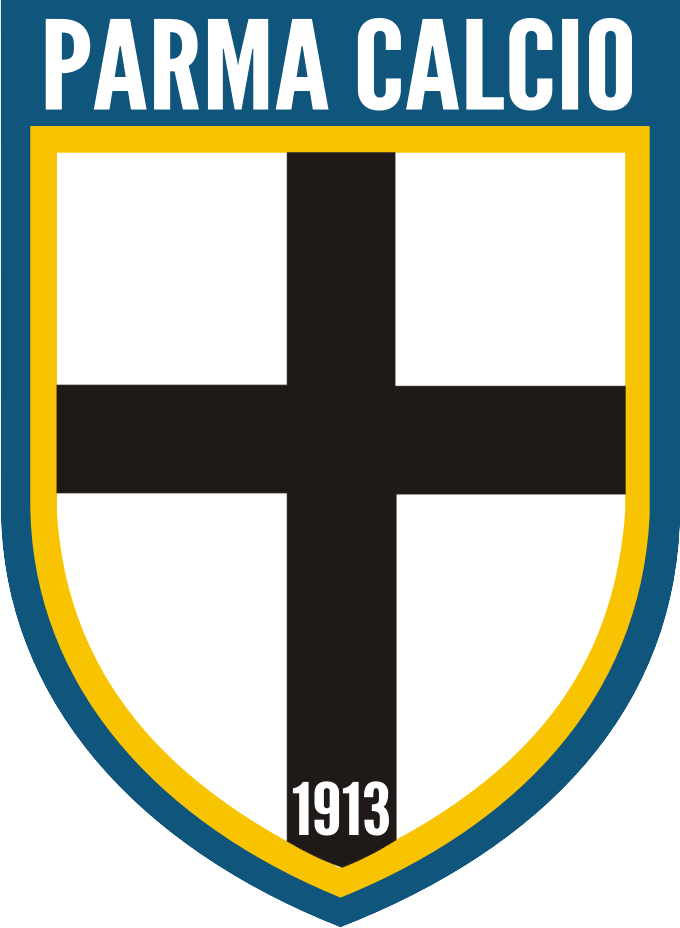
2015—2016

## Форма

### Домашняя
| 1913—1914 | 1956—1957 | 1970—1977 | 1989/90 | 1990/91 | 1991/92 | 1992/93 | 1993—1995 | 1995—1997 | 1997/98 | 1998/99 |
| 1999/00   | 2000/01   | 2001/02   | 2003/04 | 2004/05 | 2005/06 | 2006/07 | 2007/08   | 2008/09   | 2009/10 | 2010/11 |
| 2011/12   | 2012/13   | 2013/14   | 2014/15 | 2015/16 | 2016/17 | 2017/18 | 2017/18   | 2018/19   | 2019/20 | 2020/21 |
| 2021/22   | 2023/24   | 2024/25   |         |         |         |         |           |           |         |         |

### Гостевая
| 1990/91 | 1991/92 | 1992/93 | 1993—1995 | 1995—1997 | 1997/98 | 1998/99 | 1999/00 | 2000/01 | 2001/02 | 2003/04 |
| 2004/05 | 2005/06 | 2006/07 | 2007/08   | 2008/09   | 2009/10 | 2010/11 | 2011/12 | 2012/13 | 2013/14 | 2014/15 |
| 2015/16 | 2016/17 | 2017/18 | 2018/19   | 2019/20   | 2020/21 | 2021/22 | 2023/24 | 2024/25 |         |         |

### Резервная
| 1995/1996 | 1996/97 | 1998/99 | 1999/00 | 2001/02 | 2005/06 | 2006/07 | 2007/08 | 2009/10 | 2010/11 | 2011/12 |
| 2012/13   | 2013/14 | 2014/15 | 2015/16 | 2016/17 | 2017/18 | 2018/19 | 2019/20 | 2020/21 | 2021/22 | 2023/24 |
| 2024/25   |         |         |         |         |         |         |         |         |         |         |

Источники:,

## Достижения

### Национальные
- Чемпионат Италии (Серия A)
  - Вице-чемпион: 1996/97

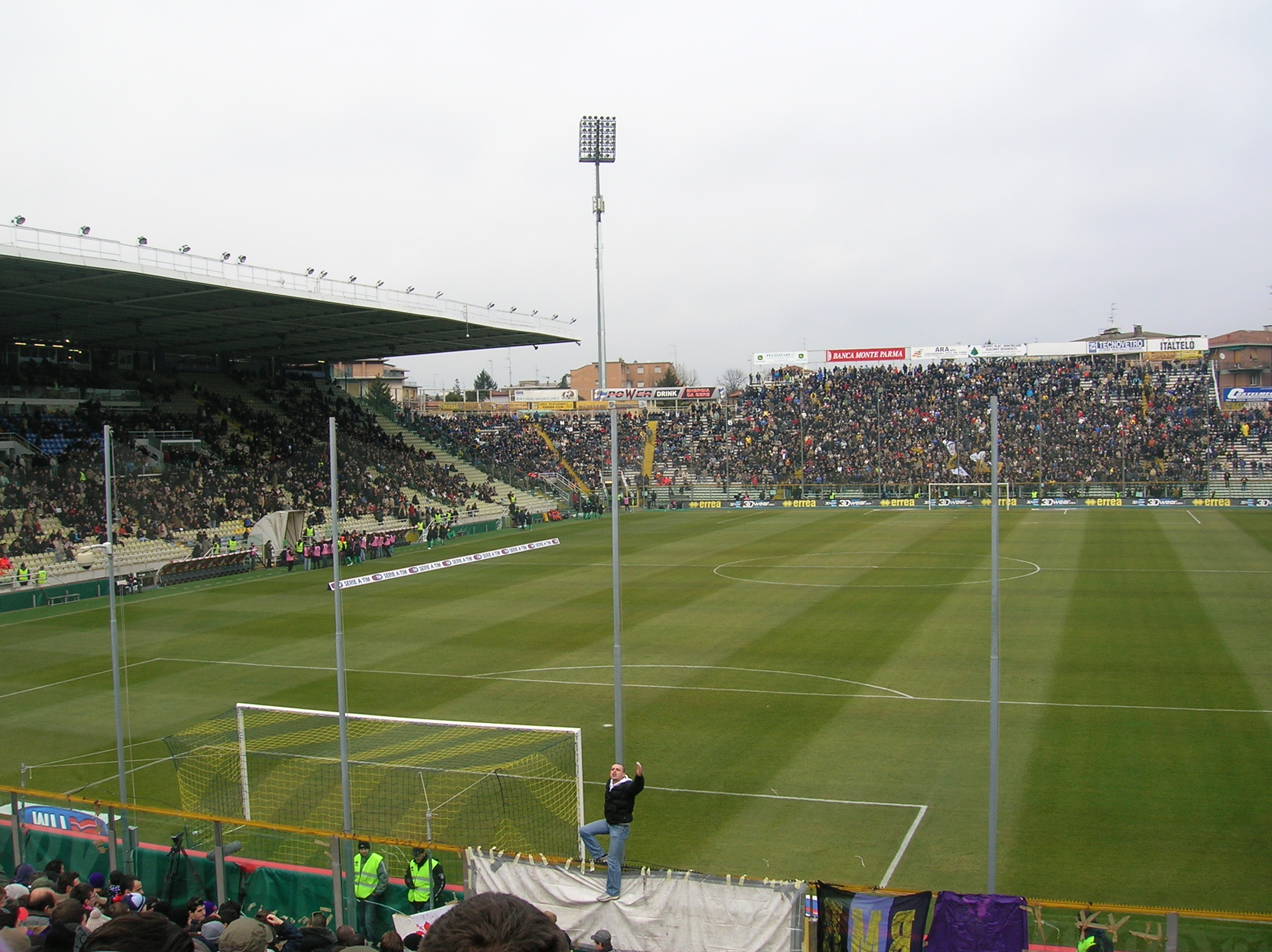
Стадион Эннио Тардини

  - Бронзовый призёр (2): 1992/93, 1994/95
- Кубок Италии
  - Обладатель (3): 1991/92, 1998/99, 2001/02
  - Финалист (2): 1994/95, 2000/01
- Суперкубок Италии
  - Обладатель: 1999
- Чемпионат Италии (Серия B)
  - Победитель: 2023/24
  - Серебряный призёр (2): 2008/09, 2017/18
- Серия C
  - Победитель (4): 1953/54, 1972/73, 1983/84, 1985/86
- Серия D
  - Победитель (2): 1969/70, 2015/16

### Международные
- Кубок УЕФА
  - Обладатель (2): 1995, 1999
- Кубок обладателей кубков УЕФА
  - Обладатель: 1993
  - Финалист: 1994
- Суперкубок УЕФА
  - Обладатель: 1993

## Состав
| 31 | Флаг Японии    | Вр  | Дзион Судзуки               | 2002 |  |  |  |  |  |
| 40 | Флаг Италии    | Вр  | Эдоардо Корви               | 2001 |  |  |  |  |  |
|    |                |     |                             |      |  |  |  |  |  |
| 3  | Флаг Венесуэлы | Защ | Йордан Осорио               | 1994 |  |  |  |  |  |
| 4  | Флаг Венгрии   | Защ | Ботонд Балог                | 2002 |  |  |  |  |  |
| 5  | Флаг Аргентины | Защ | Лаутаро Валенти             | 1999 |  |  |  |  |  |
| 14 | Флаг Италии    | Защ | Эмануэле Валери             | 1998 |  |  |  |  |  |
| 15 | Флаг Италии    | Защ | Энрико Дель Прато (капитан) | 1999 |  |  |  |  |  |
| 26 | Флаг Франции   | Защ | Войо Кулибали               | 1999 |  |  |  |  |  |
| 39 | Флаг Италии    | Защ | Алессандро Чиркати          | 2003 |  |  |  |  |  |
| 46 | Флаг Италии    | Защ | Джованни Леони              | 2006 |  |  |  |  |  |
| 77 | Флаг Италии    | Защ | Джанлука Ди Кьяра           | 1993 |  |  |  |  |  |
|    |                |     |                             |      |  |  |  |  |  |
| 8  | Флаг Аргентины | ПЗ  | Науэль Эстевес              | 1995 |  |  |  |  |  |
| 10 | Флаг Испании   | ПЗ  | Адриан Бернабе              | 2001 |  |  |  |  |  |
| 16 | Флаг Бельгии   | ПЗ  | Мандела Кейта               | 2002 |  |  |  |  |  |

| 19 | Флаг Швейцарии        | ПЗ  | Симон Зом          | 2001 |  |  |  |  |  |
| 20 | Флаг Франции          | ПЗ  | Антуан Эно         | 2002 |  |  |  |  |  |
| 23 | Флаг Кот-д’Ивуара     | ПЗ  | Дрисса Камара      | 2002 |  |  |  |  |  |
| 25 | Флаг Франции          | ПЗ  | Вилан Сиприен      | 1995 |  |  |  |  |  |
| 27 | Флаг Бразилии         | ПЗ  | Эрнани             | 1994 |  |  |  |  |  |
|    |                       |     |                    |      |  |  |  |  |  |
| 7  | Флаг Польши           | Нап | Адриан Бенедычак   | 2000 |  |  |  |  |  |
| 9  | Флаг Республики Конго | Нап | Габриэль Шарпантье | 1999 |  |  |  |  |  |
| 11 | Флаг Швеции           | Нап | Понтус Алмквист    | 1999 |  |  |  |  |  |
| 13 | Флаг Франции          | Нап | Анж-Йоан Бонни     | 2003 |  |  |  |  |  |
| 22 | Флаг Италии           | Нап | Маттео Канчельери  | 2002 |  |  |  |  |  |
| 28 | Флаг Румынии          | Нап | Валентин Михэйлэ   | 2000 |  |  |  |  |  |
| 61 | Флаг Туниса           | Нап | Анас Хадж Мохамед  | 2005 |  |  |  |  |  |
| 62 | Флаг Польши           | Нап | Матеуш Ковальский  | 2005 |  |  |  |  |  |
| 98 | Флаг Румынии          | Нап | Деннис Ман         | 1998 |  |  |  |  |  |